# Pimelopus fischeri
Pimelopus fischeri är en skalbaggsart som beskrevs av Xavier Montrouzier 1860. Pimelopus fischeri ingår i släktet Pimelopus och familjen Dynastidae. Inga underarter finns listade i Catalogue of Life.